# Strafanstalt Bostadel

Strafanstalt Bostadel (1982)

Die interkantonale Strafanstalt Bostadel ist eine Justizvollzugsanstalt im Schweizer Kanton Zug.
Das Gefängnis wurde am 21. November 1977 erstmals benutzt, hat 120 Plätze und befindet sich auf dem Gebiet der Gemeinde Menzingen. Es wird von den Kantonen Basel-Stadt und Zug betrieben. Der Staatsvertrag vom 27. Februar bzw. 19. März 1973 bildet die gesetzliche Grundlage. 